# Parafia św. Marii Magdaleny w Warszawie (prawosławna)
Parafia katedralna św. Marii Magdaleny – parafia prawosławna Warszawie, w dekanacie Warszawa diecezji warszawsko-bielskiej.
Na terenie parafii funkcjonuje 1 cerkiew i 1 kaplica:
- sobór metropolitalny Świętej Równej Apostołom Marii Magdaleny – parafialna (jednocześnie metropolitalna i diecezjalna)
- kaplica świętych Cyryla i Metodego – akademicka (w Centrum Kultury Prawosławnej)

## Historia
Parafia została erygowana w 1869 w momencie poświęcenia nowej cerkwi na warszawskiej Pradze. Obejmowała swoim zasięgiem prawobrzeżną Warszawę, powiaty nowomiński i radzymiński, a oprócz tego funkcjonowała jako parafia pracowników linii kolejowej Warszawa – Petersburg oraz Warszawa – Terespol oraz kapelańska parafia rosyjskich garnizonów wojskowych na Pradze, jak również straży pożarnej. 
W 1871 wybudowany został dom parafialny dla proboszcza, diakona i dwójki psalmistów. W ciągu pierwszych 25 lat istnienia cerkwi w parafii odprawiana była jedna Święta Liturgia w niedzielę; od 1892 w bocznej nawie świątyni pojawił się ołtarz św. Hioba Poczajowskiego, przy którym odprawiana była druga Liturgia. W 1915 parafia zawiesiła działalność, gdyż jej duchowni udali się na bieżeństwo. Ponownie zaczęła działać siedem lat później. 
Od 1922 cerkiew parafialna posiada status soboru metropolitalnego i jest najważniejszą administracyjnie świątynią Polskiego Autokefalicznego Kościoła Prawosławnego.

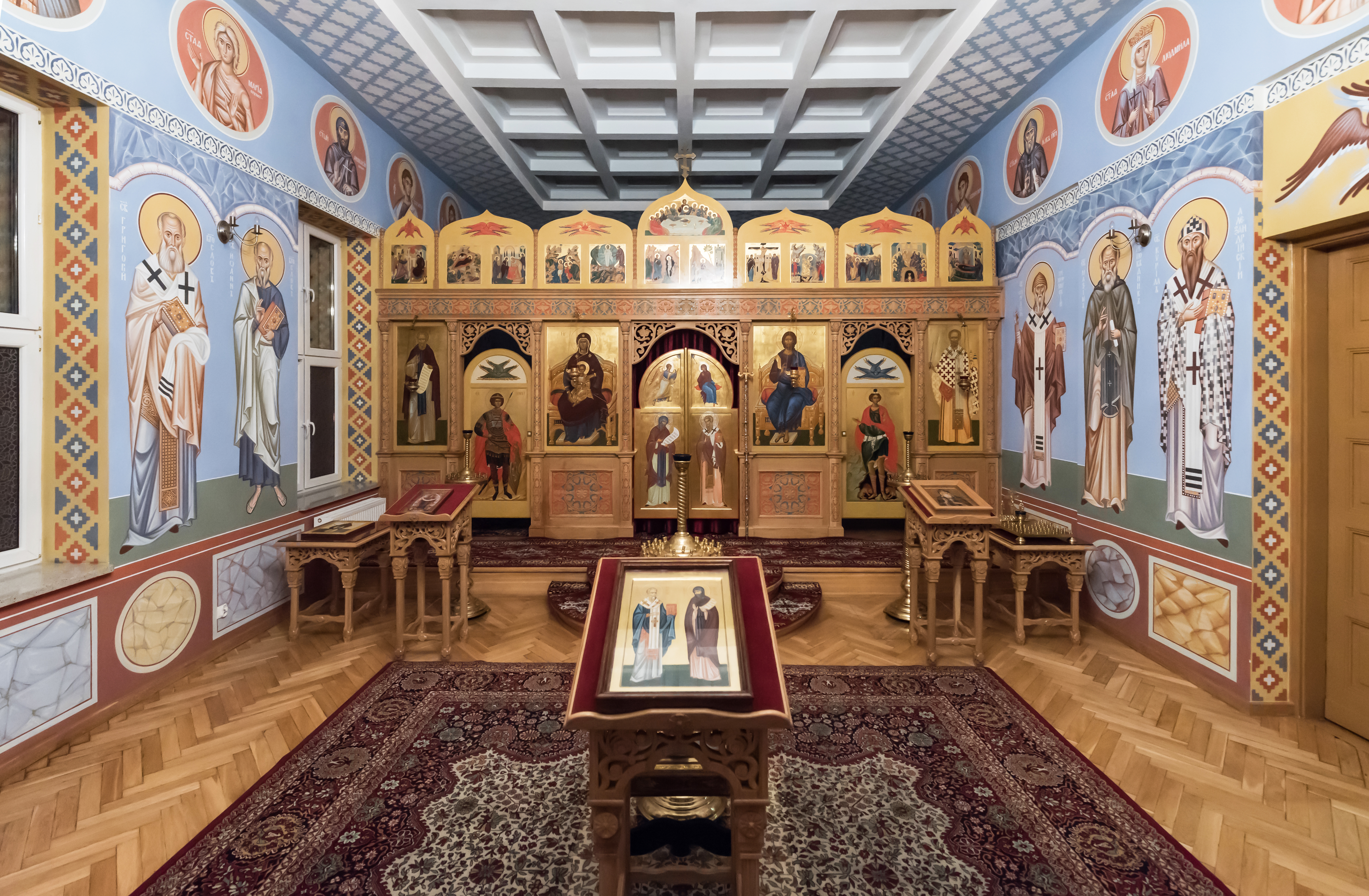
Wnętrze kaplicy akademickiej Świętych Cyryla i Metodego

W latach 1927–1930 przy ulicy Cyryla i Metodego 4 wzniesiono budynek z przeznaczeniem na internat studentów Studium Teologii Prawosławnej Uniwersytetu Warszawskiego. Po wyzwoleniu Pragi jesienią 1944 został on przejęty przez Ministerstwo Bezpieczeństwa Publicznego. Przetrzymywano tam i torturowano żołnierzy podziemia. W okresie PRL w budynku mieściła się Komenda Milicji Obywatelskiej Dzielnicy Praga-Północ.
Po odzyskaniu budynku przy ulicy Świętych Cyryla i Metodego 4 i otwarciu tam Centrum Kultury Prawosławnej, w październiku 2012 w budynku erygowano kaplicę akademicką pod wezwaniem świętych Cyryla i Metodego.

## Proboszczowie
- 1869–1876 – o. hieromnich Mikołaj (Juchnowski)
- 1877 – ks. Płaton Bieniewolenski
- 1878–1914 – ks. Apolinariusz Kowalnicki
- 1921–1939 – ks. Terencjusz Teodorowicz
- 1939–1949 – ks. Jan Kowalenko
- 1949–1970 – ks. Włodzimierz Wieżański
- 1970–1974 – ks. Wiaczesław Rafalski
- 1975–1996 – ks. Atanazy Semeniuk
- 1996–2003 – ks. Jan Sezonow
- od 2003 – ks. Anatol Szydłowski